# Chief Official White House Photographer

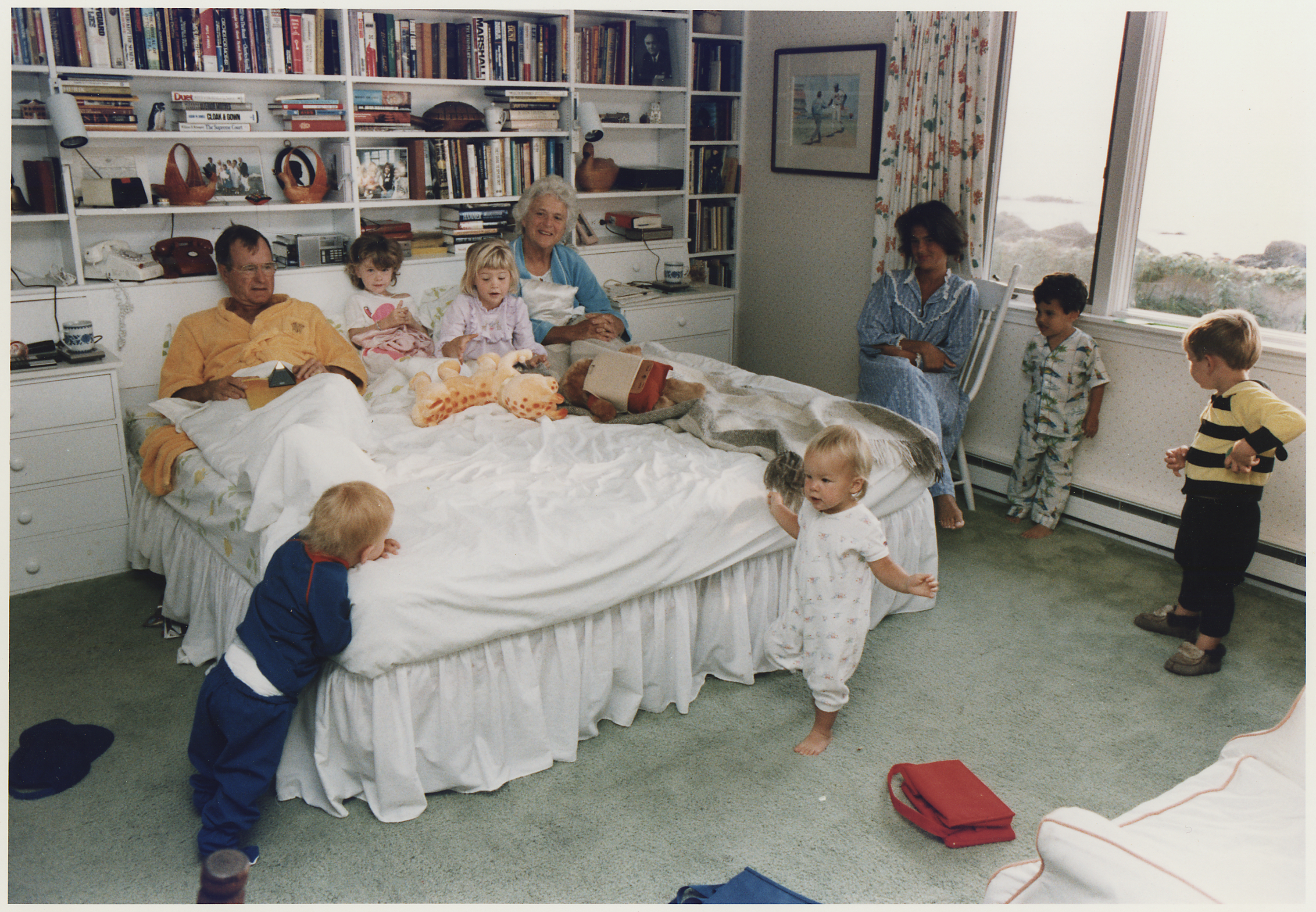
Valdezova nejslavnější fotografie: viceprezident Bush a jeho žena Barbara obklopeni svými vnoučaty a snachou Margaretou Molster Bushovou, 1987.

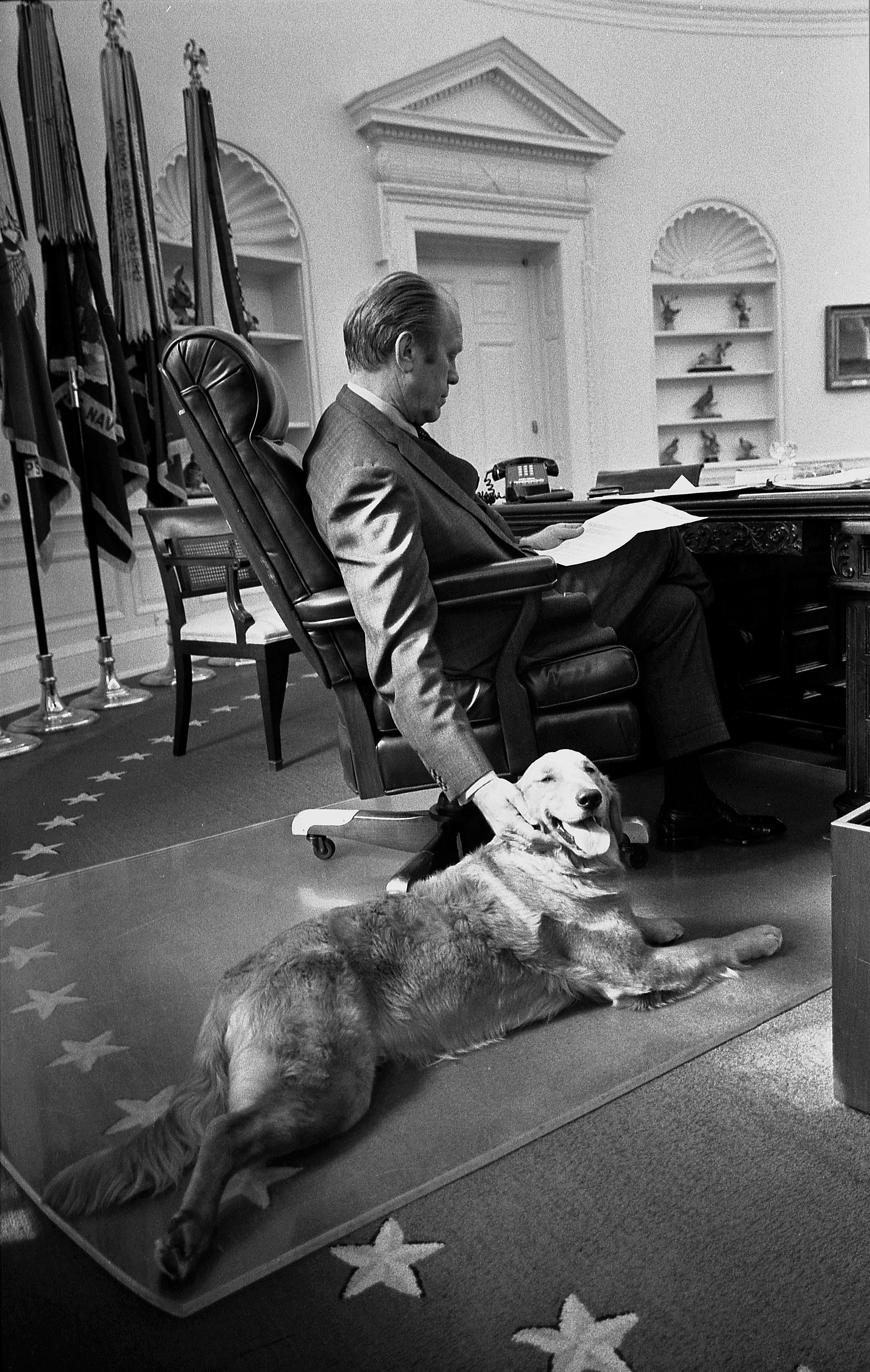
Prezident Gerald Ford a jeho pes Liberty v Oválné pracovně. (Kennerly, 1974)

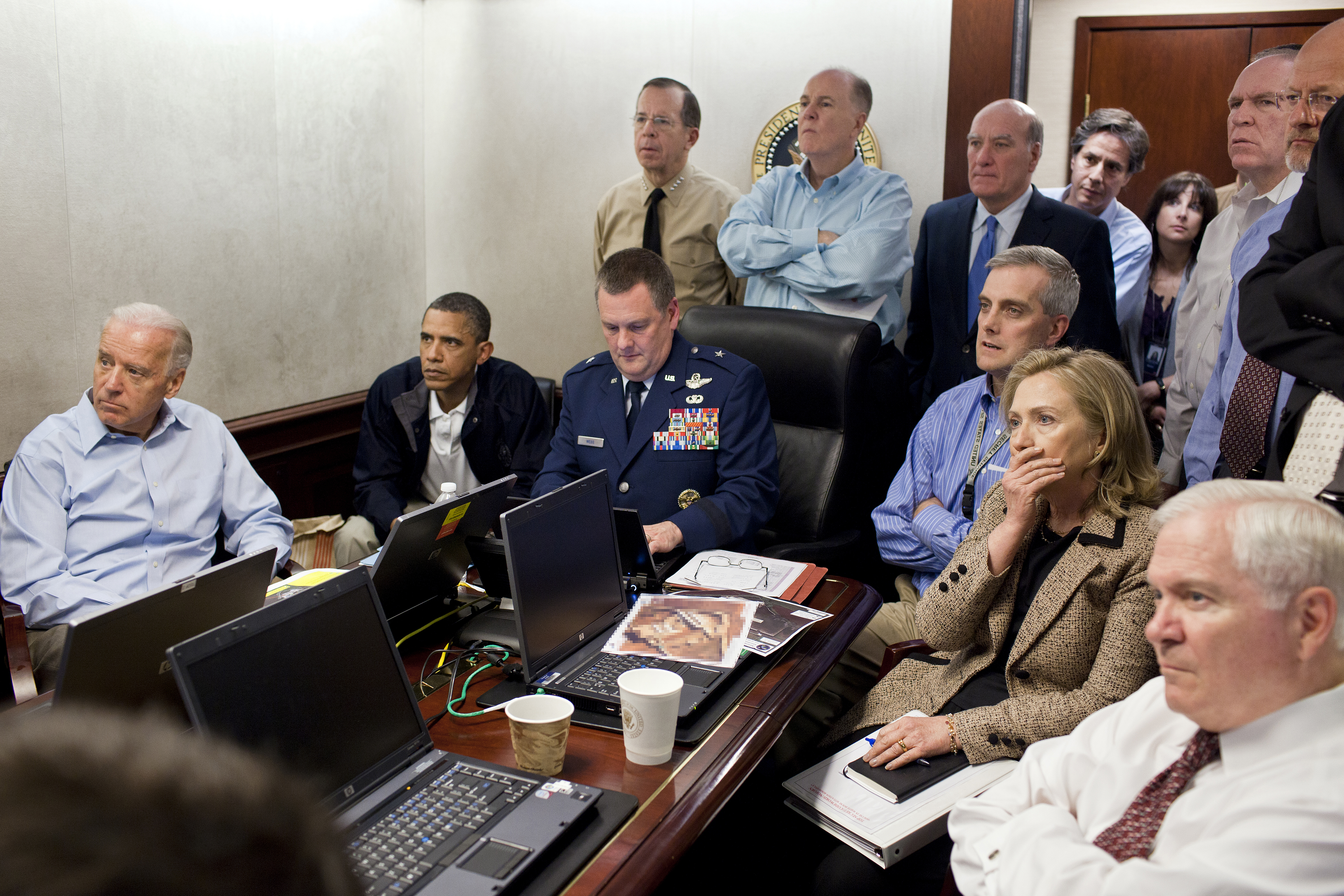
Pete Souza: Situation Room – Prezident Obama, viceprezident Biden a členové týmu národní bezpečnosti čekají na aktualizace Operace Neptunovo kopí, při které byl zabit Usáma bin Ládin, 2011

Chief Official White House Photographer (Hlavní oficiální fotograf Bílého domu) je vedoucí pracovník jmenovaný prezidentem Spojených států pro fotografickou dokumentaci oficiálních každodenních povinností prezidenta. V historii se od roku 1961 vystřídalo v této funkci dvanáct oficiálních fotografů Bílého domu. Od začátku prezidentství Joe Bidena v lednu 2021 tuto pozici zaujímá Adam Schultz.

## Historie
Před vznikem fotografické kanceláře Bílého domu oficiální fotografie zhotovovali různí vojenští fotografové. Ve dvacátých letech 20. století byla založena asociace White House News Photographers' Association, jejíž členové byli fotografové z různých vydavatelství novin, zpravodajských organizací nebo fotografických agentur. Asociace funguje dodnes(2019). Od roku 1941 do roku 1967 tuto funkci zastával Abbie Rowe. Fotograficky dokumentoval prezidentství Harryho S. Trumana, Dwight D. Eisenhowera, Johna F. Kennedyho a Lyndona B. Johnsona.
Prvním oficiálním fotografem Bílého domu byl Cecil W. Stoughton, kterého v roce 1961 jmenoval John F. Kennedy. Po atentátu na Kennedyho právě Stoughton pořídil ikonický snímek inaugurace Lyndona B. Johnsona na Air Force One, kde prezident stojí vedle Kennedyho vdovy Jacqueline. Stoughton sice zůstal jako fotograf Bílého domu ještě dva roky, ale pak ho nahradil Johnsonův osobní fotograf, Jóiči Okamoto. Tehdy směl Okamoto poprvé vstoupit do Oválné pracovny.
Fotograf Stan Stearns zachytil ikonický obraz tříletého Johna F. Kennedyho juniora, jak salutuje u rakve svého otce, amerického prezidenta Johna F. Kennedyho, během jeho pohřbu. Stanley Stearns kromě Kennedyho pohřbu dokumentoval konec Eisenhowerovy administrativy a prezidentské období Lyndona Johnsona a Richarda Nixona. Jeho snímek pozdravu Johna-Johna je jednou z nejvíce publikovaných fotografií na světě a byl hlavním adeptem na Pulitzerovu cenu za fotografii v roce 1964, ale cenu získala fotografie Jacka Rubyho, který střílí na Kennedyho vraha, Lee Harveye Oswalda.
Oliver F. Atkins byl oficiálním fotografem Richarda Nixona, ale fotografovat často nesměl. Nicméně Atkinsův snímek prezidenta Nixona a Elvise Presleyho je v Knihovně Kongresu nejžádanější. Vztah mezi Davidem Humem Kennerlym a Geraldem Fordem byl mnohem pozitivnější, protože oficiální fotograf Bílého domu se vrátil k činnosti na plný úvazek. Kennerlyho fotografie prezidenta Forda, jak se mazlí se svým zlatým retrívrem Libertym, je pravděpodobně jeho nejznámější fotografií z této doby.
Jimmy Carter nabídl práci Stanleymu Tretickovi, ale tento fotožurnalista prezidenta odmítl se slovy: „Neměl jsem pocit, že by chtěl mít kolem sebe intimního osobního fotografa.“ Výsledkem bylo, že Carter dvorního fotografa neměl až do roku 1981, kdy se do Bílého domu dvorní fotograf vrátil. Během prvního funkčního období Ronalda Reagana jako prezidenta byl oficiálním fotografem Michael Evans. Nicméně během jeho druhého funkčního období nový personální šéf Don Regan rozhodl, že žádný z fotografů Bílého domu by neměl mít  výhodnější pozici (což platilo i pro Peteho Souzu, který tam v té době pracoval), proto nebyl za Reaganova oficiálního fotografa určen nikdo. Evans nebyl při odchodu z této pozice s tímto rozhodnutím spokojen, proto poslal personálními šéfovi nesouhlasný telegram; Regan však zareagoval rychle a neústupně. Pro prezidenta George Bushe byl jmenován David Valdez. Jeho nejznámější fotografie byla otištěna v magazínu Life; jsou na ní Bush a jeho žena Barbara spolu v posteli, obklopeni vnoučaty.
Během devadesátých let byl oficiálním fotografem Billa Clintona vietnamský válečný veterán Bob McNeely, který fotografoval černobíle. McNeelyho práce byla pozastavena v důsledku skandálu Lewinská a nakonec opustil své místo v roce 1998, protože chtěl být se svou rodinou. Jeho spojení s Clintonovými však neskončilo, v roce 2000 byl oficiálním fotografem Hillary Clintonové při její senátní kampani. Na poslední tři roky prezidenta Clintona v úřadu jej vystřídala fotografka Sharon Farmerová. Farmerová byla první Afroameričanka a první žena, která pracovala jako hlavní oficiální fotografkou Bílého domu.
Pro prezidenta George W. Bushe a jeho dvě volební období pracoval jako oficiální fotograf Eric Draper, pro Baracka Obamu se na dvě volební období do Bílého domu vrátil Pete Souza. Je spojován s Obamou od roku 2005. Když pracoval jako politický fotograf pro CNN, byl pověřen zdokumentováním Obamova prvního roku jako senátora v Illinois a už s ním zůstal. Jeho nejznámějším dílem z doby, kdy byl Obama prezidentem, je fotografie Situation Room. Prezident Obama, viceprezident Biden a členové národní bezpečnosti sledují v přímém přenosu průběh operace Navy SEALs „Neptunovo kopí“, při níž byl 2. května 2011 zabit Usáma bin Ládin.
Zpočátku se zdálo, že Donald Trump si pro své prezidentské období oficiálního fotografa nevybral, ale týden po jeho uvedení do úřadu bylo v médiích oznámeno, že na tento post nastoupí Shealah Craigheadová. Ta dříve pracovala v Bílém domě jako fotografka Dicka Cheneyho a Laury Bushové. Fotografovala též kampaně pro Sarah Palinovou a Marca Rubia, byla rovněž oficiální fotografkou na svatbě Jenny Bushové. Trumpova administrativa zaměstnává celkem čtyři fotografy s různými specializacemi, včetně módy, armády a administrativy.

## Seznam fotografů
| Období          | Fotograf             | Prezident         |
| --------------- | -------------------- | ----------------- |
| 1961–63         | Cecil W. Stoughton   | John F. Kennedy   |
| 1963–69         | Jóiči Okamoto        | Lyndon B. Johnson |
| 1969–73         | Oliver F. Atkins     | Richard Nixon     |
| 1974–77         | David Hume Kennerly  | Gerald Ford       |
| 1981–85         | Michael Evans        | Ronald Reagan     |
| 1989–93         | David Valdez         | George H. W. Bush |
| 1993–98         | Bob McNeely          | Bill Clinton      |
| 1998–2001       | Sharon Farmerová     | Bill Clinton      |
| 2001–09         | Eric Draper          | George W. Bush    |
| 2009–17         | Pete Souza           | Barack Obama      |
| 2017–21         | Shealah Craigheadová | Donald Trump      |
| 2021–současnost | Adam Schultz         | Joe Biden         |

## Galerie

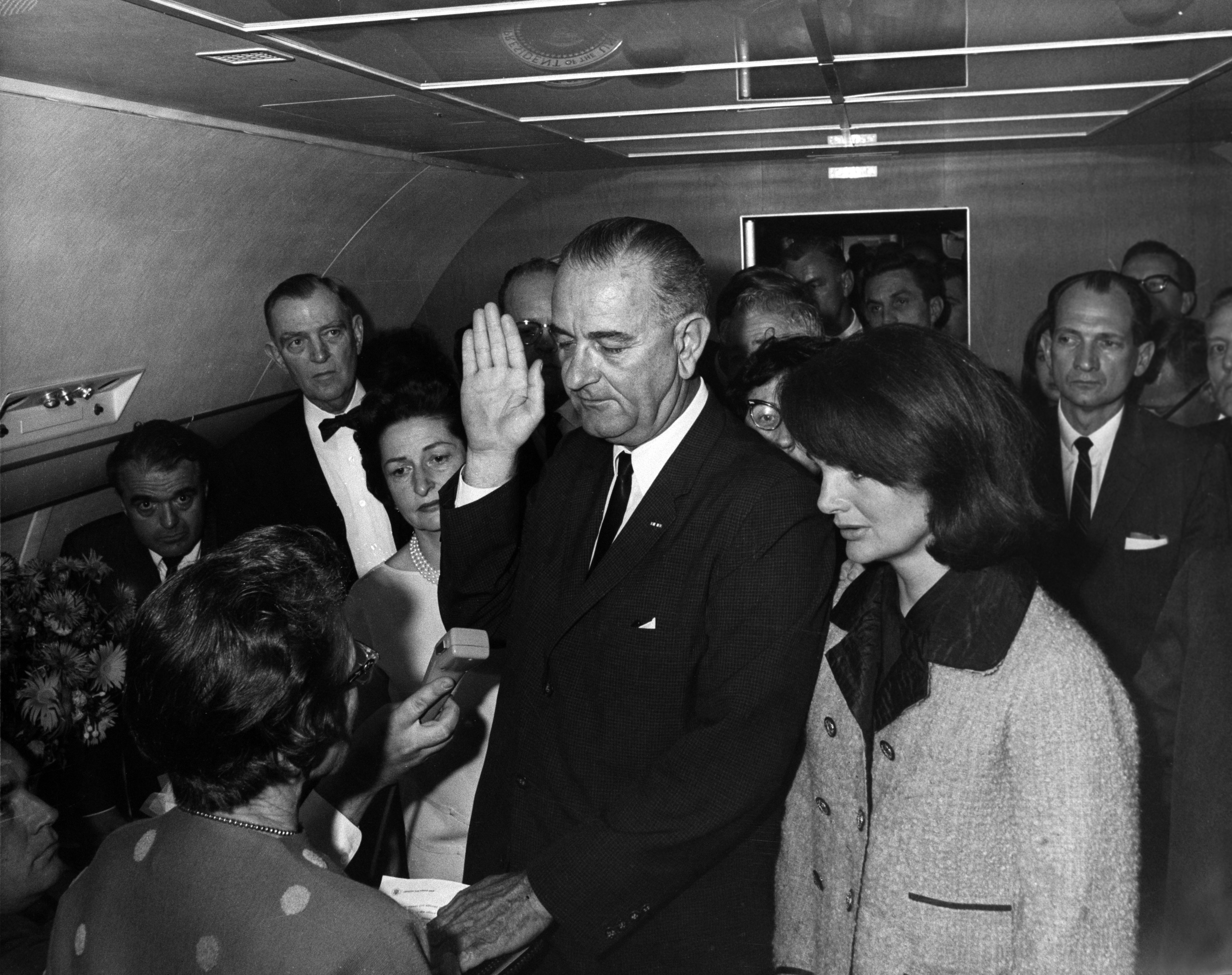
První inaugurace prezidenta Lyndona B. Johnsona na palubě Air Force One. (Stoughton, 1963)
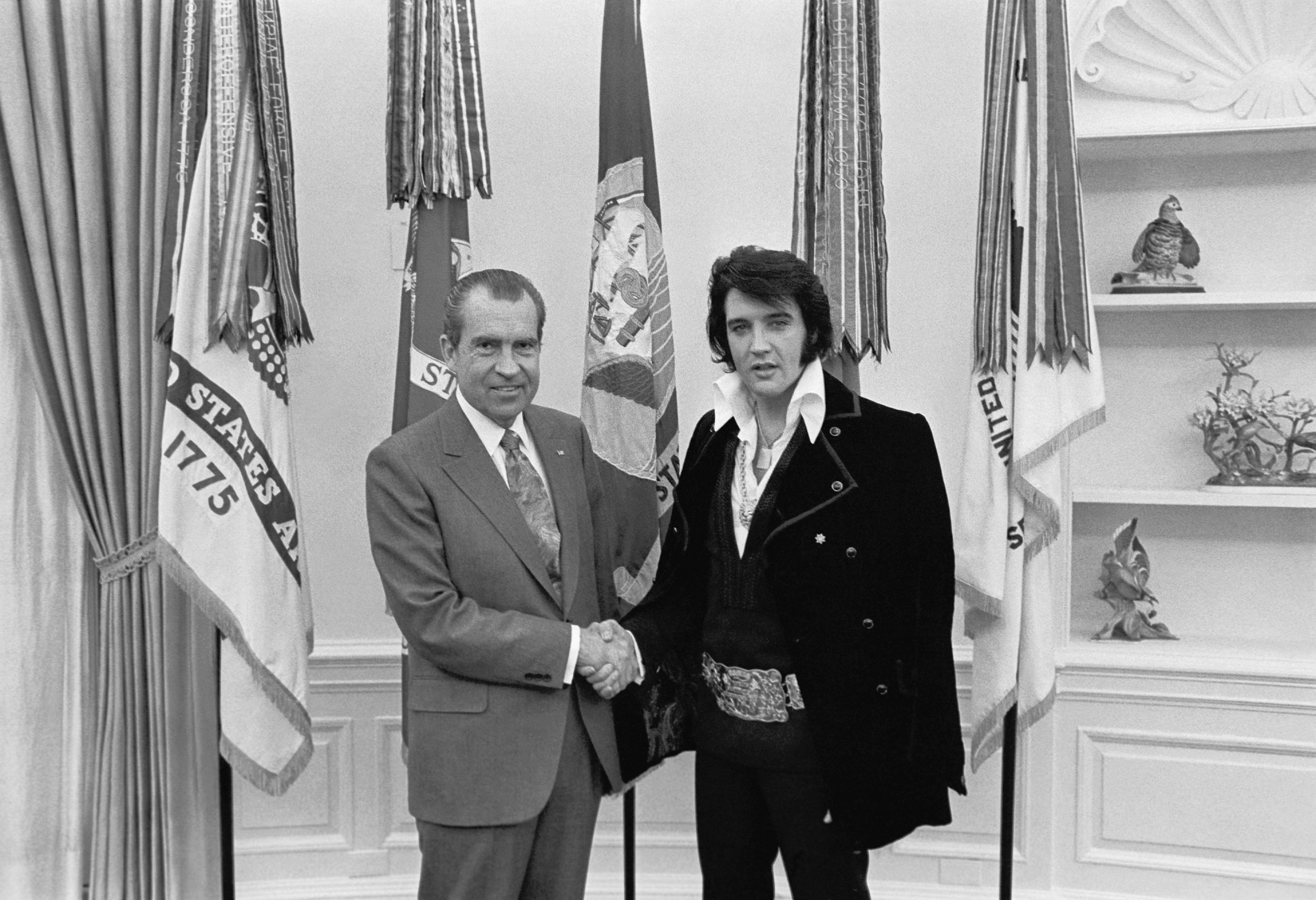
Prezident Nixon a Elvis Presley. (Atkins, 1970)
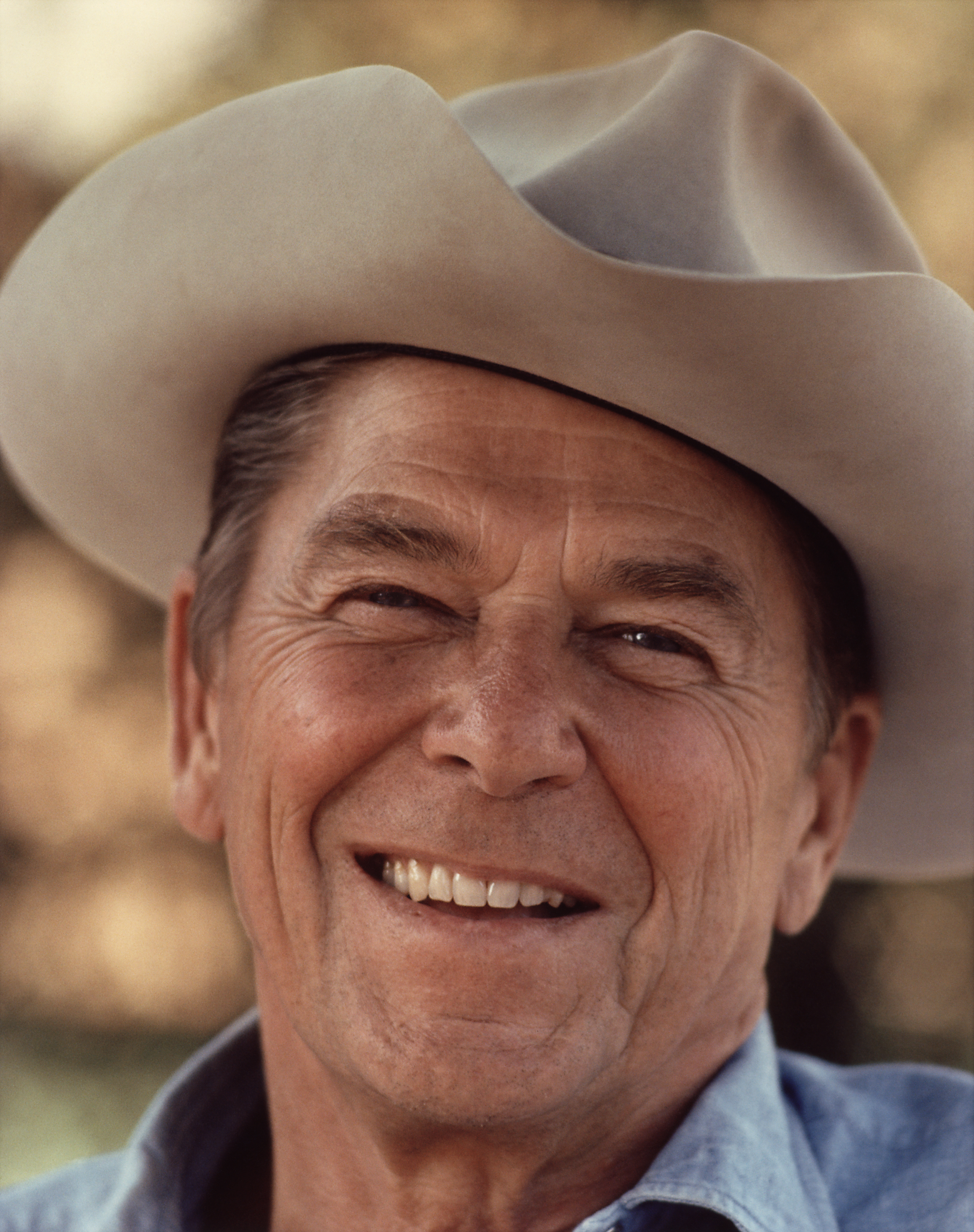
Prezident Reagan v kovbojském klobouku na svém ranči v Kalifornii. (Evans, 1976)
Prezident Reagan v Oválné pracovně s Fotografy Bílého domu: Bill Fitz-Patrick, Billie Shaddix, Mary Anne Fackelman (Miner), Pete Souza, Carol Greenawalt (McKay), Diane Powers, Louise Bell, Jayn Montieth, Michael Evans a Jack Kightlinger. 21. června 1983.
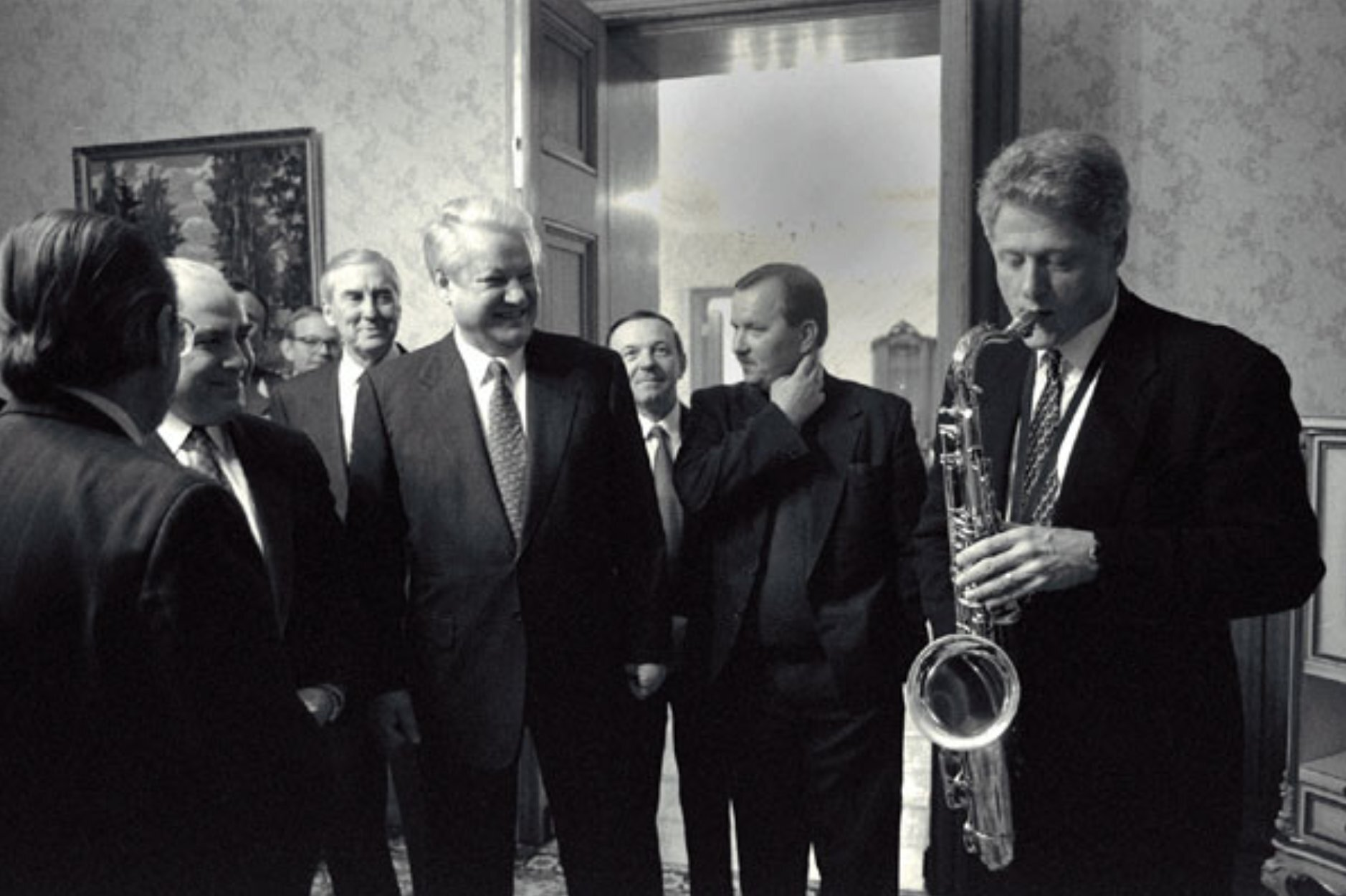
Prezident Clinton hraje na saxofon, který mu půjčil prezident Ruska Boris Jelcin. (McNeely, 1994)
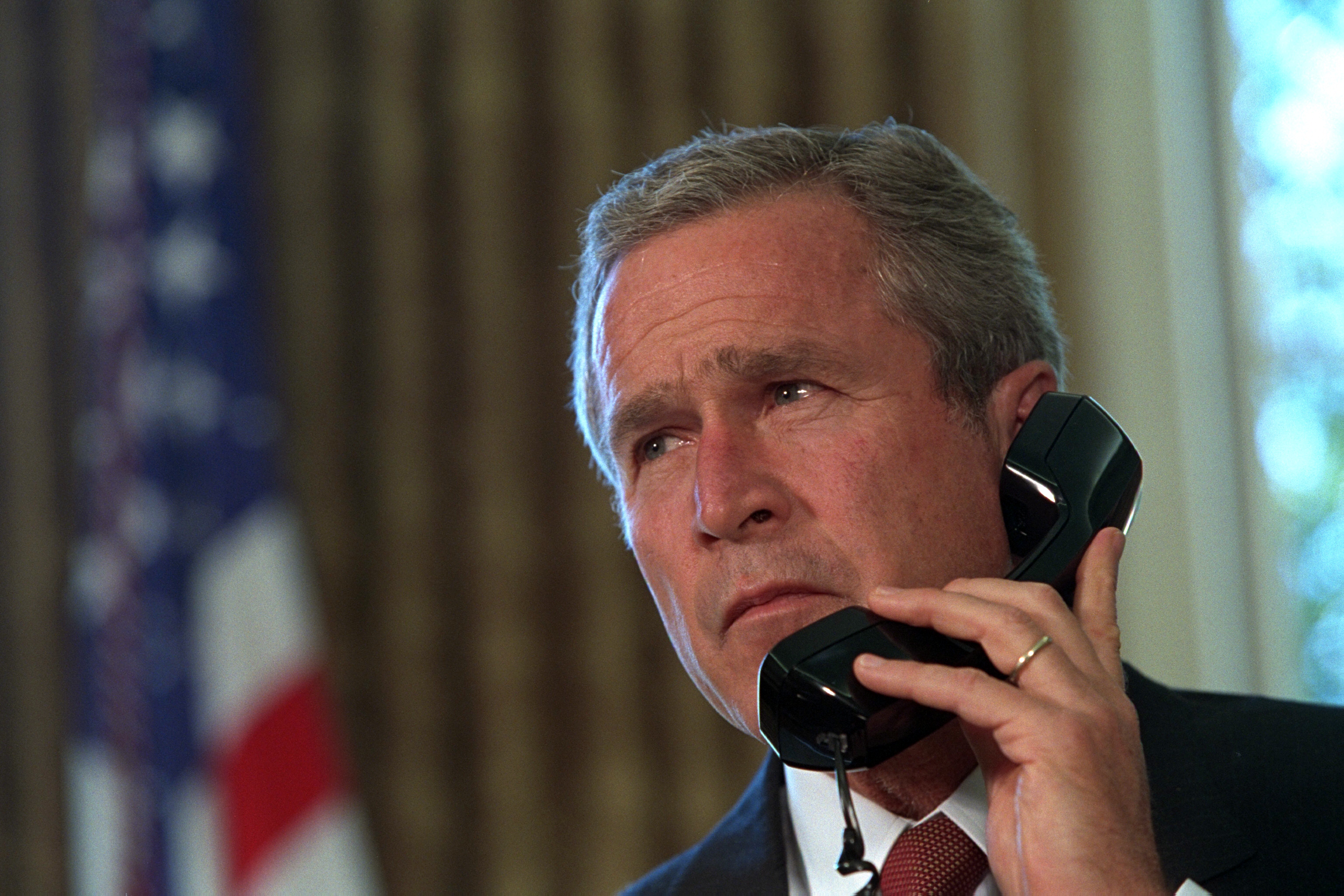
Prezident W. Bush mluví telefonicky s newyorským guvernérem Georgem Patakim a starostou New Yorku Rudym Giulianim, dva dny po útocích z 11. září. (Draper, 2001)
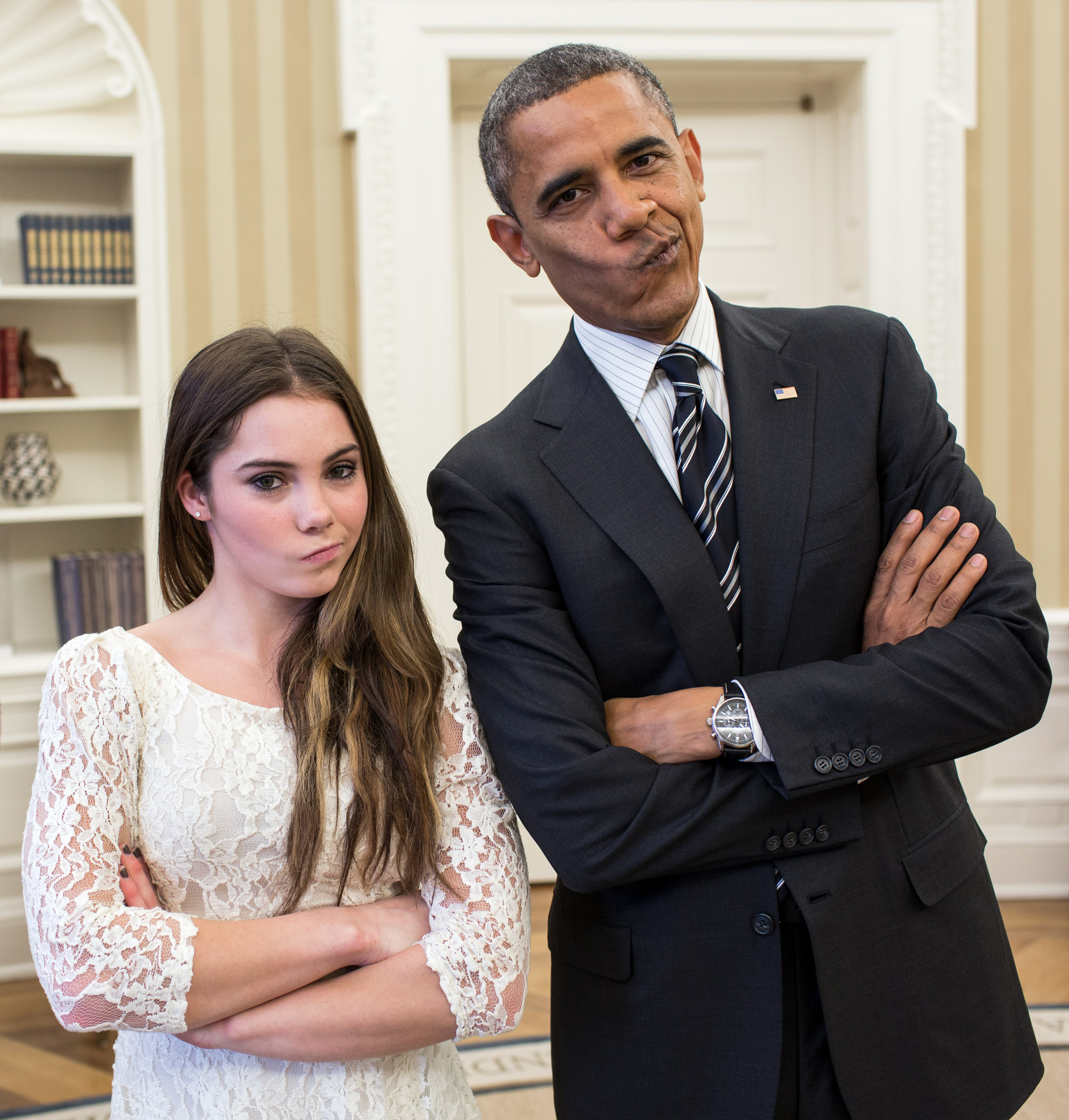
Gymnastka McKayla Maroneyová s americkým prezidentem Obamou. Úšklebek odkazuje na momentku, která ji zachytila zklamanou s našpulenými rty při převzetí stříbra za přeskok na LOH 2012. Olympijský snímek Yahoo! vyhodnotilo „nejvirálnějším fotem 2012“ (Pete Souza, 2013)
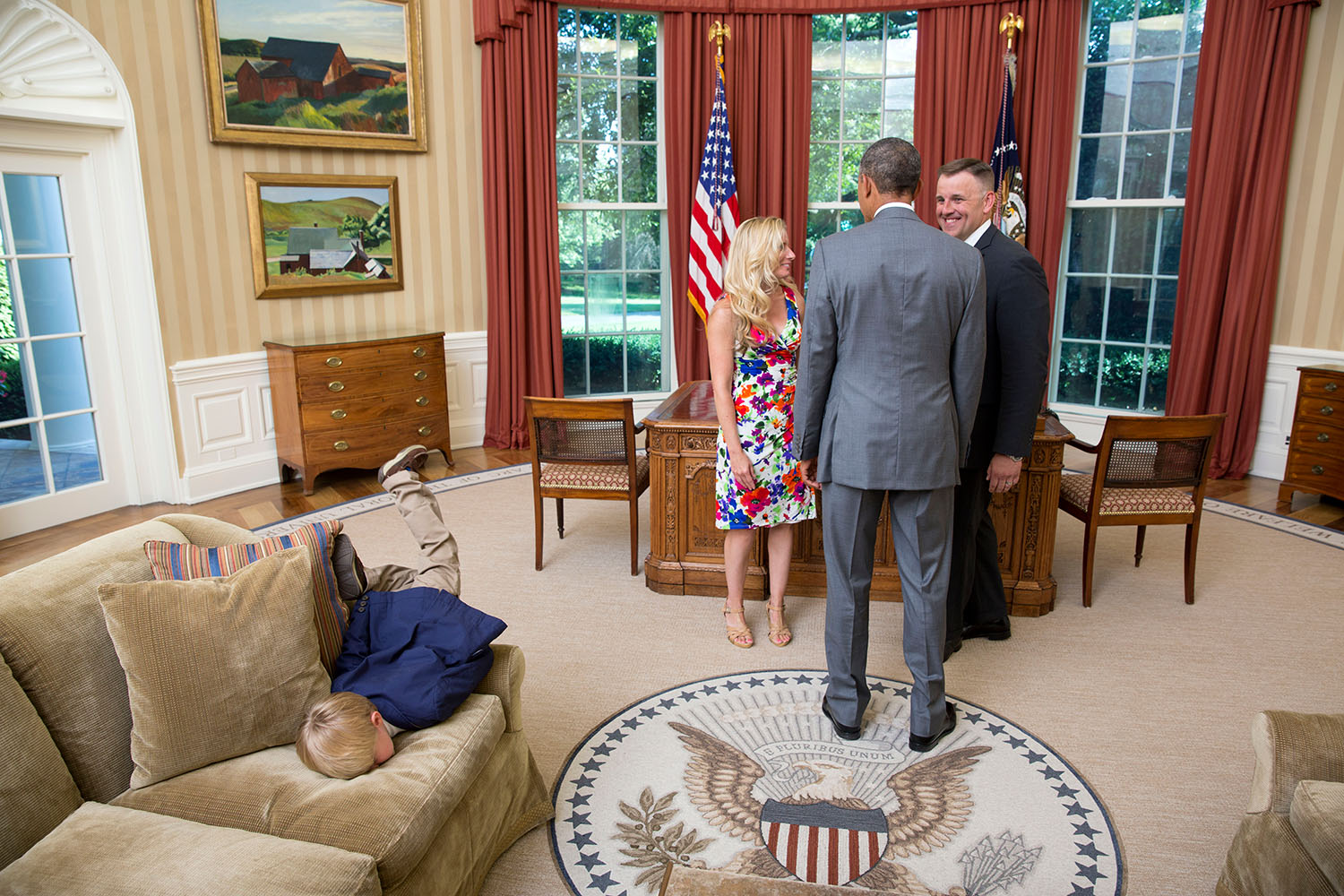
Tato fotografie se po zveřejnění na Flickru okamžitě stala virální. Fotograf Lawrence Jackson zachytil mladého chlapce, který v Oválné pracovně skočil na pohovku tváří dolů ve chvíli, kdy prezident Obama zdravil jeho rodiče - agenta tajné služby Spojených států a jeho ženu. (Lawrence Jackson, 2014)